# Центральная Калифорния
 Центральная Калифорния (англ. Central California) — так обычно называется средняя часть штата Калифорния, расположенная к северу от Южной Калифорнии, которая включает Лос-Анджелес и к югу от Северной Калифорнии, которая включает Сан-Франциско. Она включает северную часть долины Сан-Хоакин (которая является южной частью Калифорнийской долины, начинающейся в дельте рек Сакраменто — Сан-Хоакин), часть Центрального побережья, центральные холмы Калифорнийских прибрежных хребтов и предгорья и горные районы Центральной части Сьерры-Невады.
Считается, что Центральная Калифорния находится к западу от гребня Сьерра-Невада. На восток от Сьерры находится Восточная Калифорния. Самые большие города, расположенные в регионе (с населением более 50 000 человек), перечисленные в убывающим порядке это: Фресно, Бейкерсфилд, Стоктон, Модесто, Салинас, Висейлия, Кловис, Санта-Мария, Мерсед, Терлок, Мадера, Людай, Туларе, Портервилл, Ханфорд и Делано. Со временем, засухи и лесные пожары участились и стали менее сезонными и более круглогодичными, что ещё больше осложнило водную безопасность региона.

## География
Термин Центральная Калифорния может иметь самые разные определения в зависимости от контекста. Некоторые делят штат Калифорния по линиям широты на северную, центральную и южные части. Другие делят по границам округов или границам водораздела. Некоторые определения включают больше территории долины Сан-Хоакин и даже более большие части Центральной долины. Какие-то содержат меньше территорий Центрального побережья или не содержат их вообще.

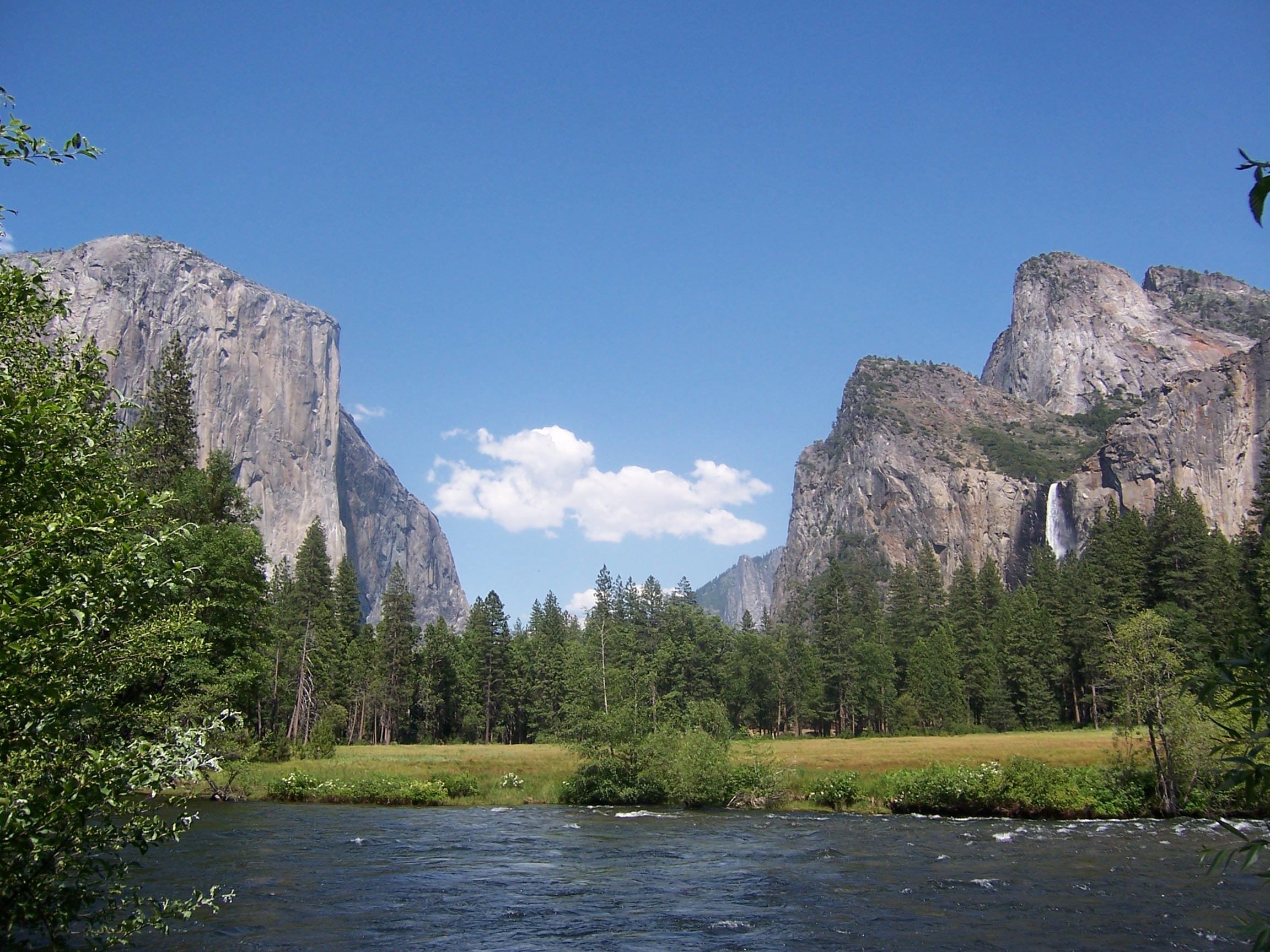
Река Мерсед в Йосемити

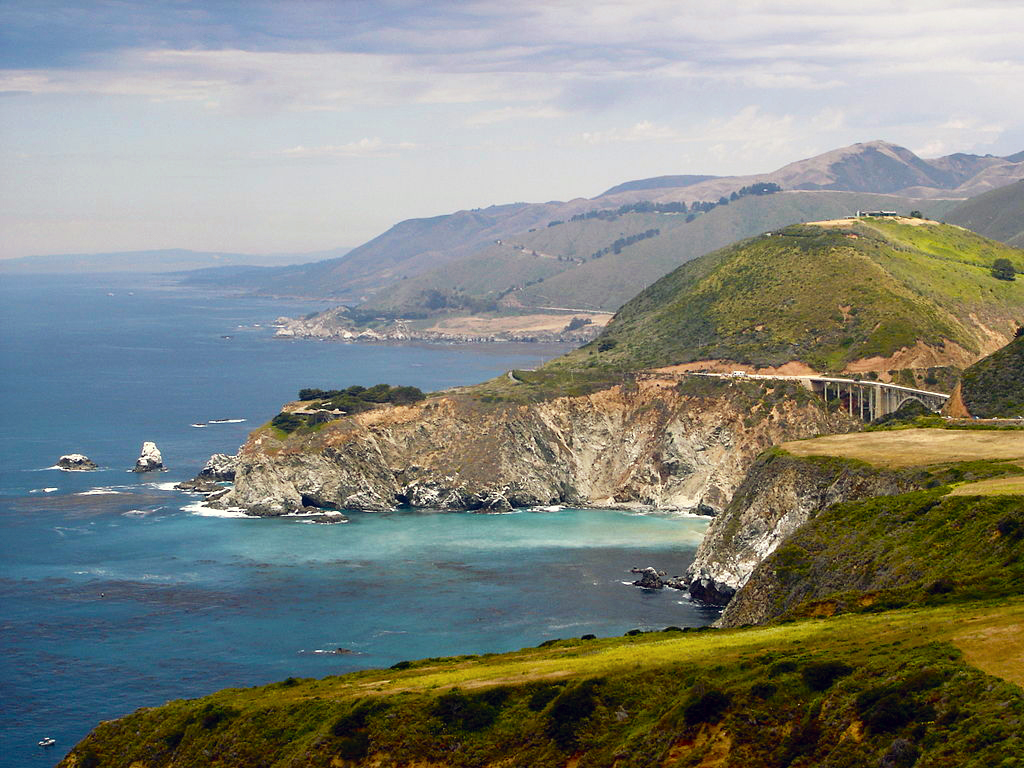
Биг-Сур

Как правило, самое широкое определение центральной Калифорнии — это средняя треть штата, определённая по широте. Южная граница этой территории находится примерно на 35° 41' северной широты, что почти совпадает с границами округов, уже использующимися для определения южной границы, которая пересекает штат с запада на восток ниже округов Монтерей, Кингс и Туларе. Северная граница этой территории находится на 38° 51' северной широты, пересекая штат на севере региональной агломерации Сакраменто. Как бы там ни было, Зона Залива Сан-Франциско и региональная агломерация Сакраменто, традиционно считаются частями Северной Калифорнии, интуитивно сгруппированными вместе, в виде северного городского центра штата. Таким образом наиболее принятые определения центральной Калифорнии — это область, находящаяся к северу от этой группы.

### Округа
Как было определено выше Центральная Калифорния включает следующие 10 округов:
- Фресно
- Кингс
- Мадера
- Марипоса
- Мерсед
- Монтерей
- Сан-Бенито
- Станисло
- Туларе
- Туолумне

Следующие округа частично входят в центральную Калифорнию:
- Калаверас
- Керн
- Сан-Хоакин
- Сан-Луис-Обиспо
- Санта-Барбара
- Санта-Круз

### Города
Города и поселки, перечисленные ниже, являются крупными региональными центрами или административными центрами округов.

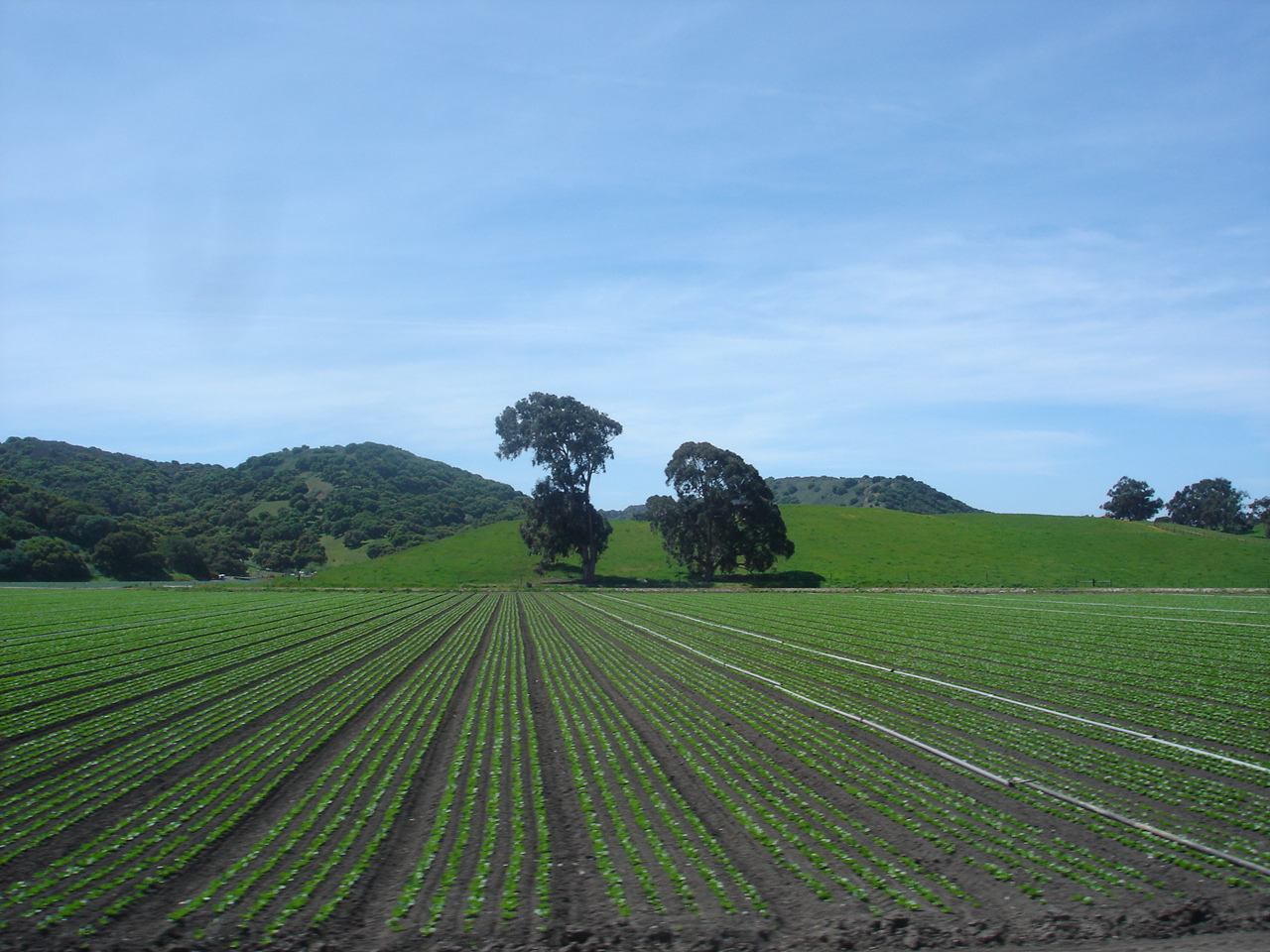
Долина Салинас

- Бейкерсфилд
- Делано
- Фресно
- Ханфорд
- Холлистер
- Лемор
- Лодай
- Ломпок
- Мадера
- Марипоса
- Мерсед
- Модесто
- Монтерей
- Писмо-Бич
- Пасо Роблес
- Портервилл
- Салинас
- Сан-Луис-Обиспо
- Санта-Мария
- Сонора
- Стоктон
- Туларе
- Терлок
- Висейлия
- Уотсонвилл
- Сакраменто

### Подрегионы
Следующие районы целиком входят в центральную Калифорнию:
- Биг-Сур
- Кингс-Каньон Национальный Парк
- Региональная агломерация Фресно
- Пиннаклс Национальный парк
- Долина Салинас
- долина Сан-Хоакин
- Секвойя Национальный Парк
- Йосемите Национальный Парк

Следующие регионы частично входят в центральную Калифорнию:
- Калифорнийские прибрежные холмы
- Центральное побережье
- Диабло хребет
- Золотая страна
- Округ Санта-Барбара
- Округ Санта-Круз
- Горы Сьерра-Невада
- Горы Техачапи